# کازوکی ساکورادا
کازوکی ساکورادا (انگلیسی: Kazuki Sakurada؛ زادهٔ ۱ اوت ۱۹۸۲) بازیکن فوتبال اهل ژاپن است.